# Malaybalay
Malaybalay es una ciudad filipina de primera categoría, situado al norte de la isla de Mindanao. Es la cabecera de la provincia de Bukidnon situada en la región administrativa de Mindanao del Norte. 
Para las elecciones está encuadrado en el segundo distrito electoral.

## Barrios

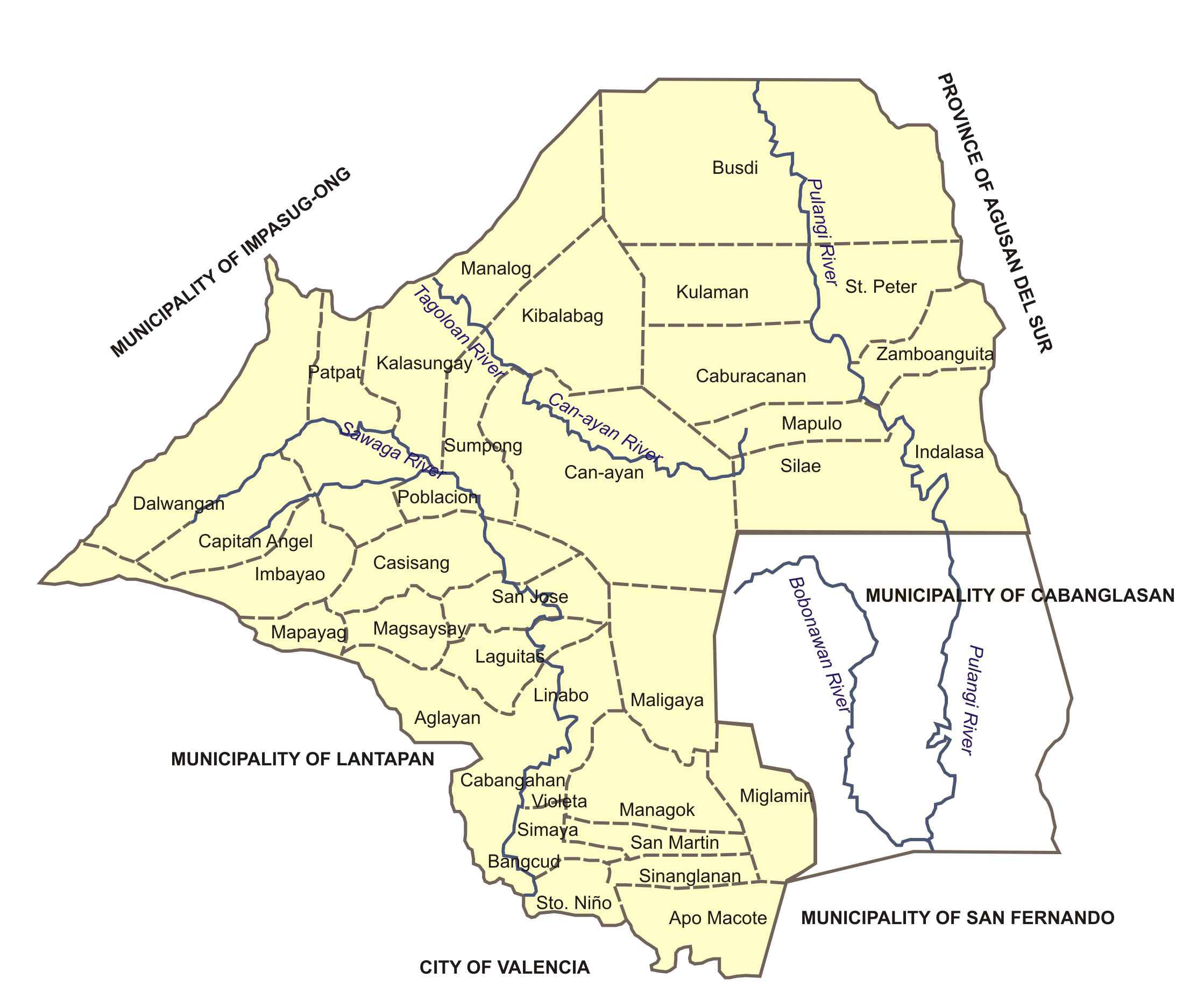
División administrativa del término de Malaybalay

El municipio de Malaybalay se divide, a los efectos administrativos, en 46 barangayes o barrios, conforme a la siguiente relación:
| barrio                 | Población (2010) |
| ---------------------- | ---------------- |
| Aglayan                | 6,205            |
| Báñgcud                | 4,954            |
| Busdi                  | 1,921            |
| Cabañgahan             | 2,775            |
| Caburacanan            | 1,057            |
| Can-ayán               | 4,176            |
| Capitán Angel          | 1,108            |
| Casisañg               | 22,230           |
| Dalwañgan              | 6,112            |
| Imbayao                | 1,562            |
| Indalasa               | 1,453            |
| Kalasúñgay             | 7,456            |
| Kibalábag              | 1,026            |
| Kulaman                | 1,064            |
| Laguitas               | 2,658            |
| Pátpat                 | 3,200            |
| Linabo                 | 6,193            |
| Apo Macote             | 4,186            |
| Miglamin               | 2,709            |
| Magsaysay              | 2,241            |
| Maligaya               | 1,963            |
| Managok                | 6,719            |
| Manálog                | 727              |
| Mapáyag                | 970              |
| Mapulo                 | 1,106            |
| Barangay Uno (Pob.)    | 4,992            |
| Barangay Dos (Pob.)    | 856              |
| Barangay Tres (Pob.)   | 461              |
| Barangay Cuatro (Pob.) | 515              |
| Barangay Cinco (Pob.)  | 234              |
| Barangay Seis (Pob.)   | 873              |
| Barangay Siete (Pob.)  | 2,221            |
| Barangay Ocho (Pob.)   | 642              |
| Barangay Nueve (Pob.)  | 7,817            |
| Barangay Diez (Pob.)   | 2,806            |
| Barangay Once (Pob.)   | 2,783            |
| Saint Peter            | 2,288            |
| San José               | 5,640            |
| San Martín             | 2,863            |
| Santo Niño             | 1,614            |
| Silae                  | 2,099            |
| Simaya                 | 3,774            |
| Sinañglanan            | 2,885            |
| Sumpoñg                | 8,335            |
| Violeta                | 2,066            |
| Zamboanguita           | 1,532            |
| Total                  | 153,085          |

## Historia
Cuenta la leyenda popular que a principios del siglo XVIII,  cuando los exploradores españoles llegaron a la parte central de esta provincia, se encontraron con los niños que juegan en la parte inferior de la Sawaga. Los soldados preguntaron en español cuál es el nombre del lugar. Los niños, que no entendían español, pensaban que se les preguntó qué estaban haciendo. Así que le respondieron Tagbalaybalay kay (estamos jugando la casa). Los soldados pensaron que el nombre del lugar era Malaybalay. 
Los primitivos habitantes de Malaybalay provienen de la costa norte de Mindanao que abandonaron debido a los ataques de los piratas moros y tambiénpor la llegada de los colonizadores españoles. Se trasladan a las montañas.

### Influencia española
Los misioneros españoles (dominicos y jesuitas), antes de la conquista definitiva de la parte central de Mindanao, donde se encuentra Bukidnon), se establecieron en Sumilao, Linabo, Mailag y Silae. 
La provincia de Misamis, creada en 1818,   formaba  parte del Imperio español en Asia y Oceanía (1520-1898). Estaba dividida en cuatro partidos.
En 1850, Kalasungay, antiguo asentamiento en Malaybalay, fue asaltado e incendiada por los españoles durante la batalla final con los lumads. Los supervivientes huyeron a Silae y pocos años después de su derrota regresaron para establecerse en un nuevo asentamiento cerca del río Saco (actual parque Rizal) bajo la protección de Datu Mampaalong.

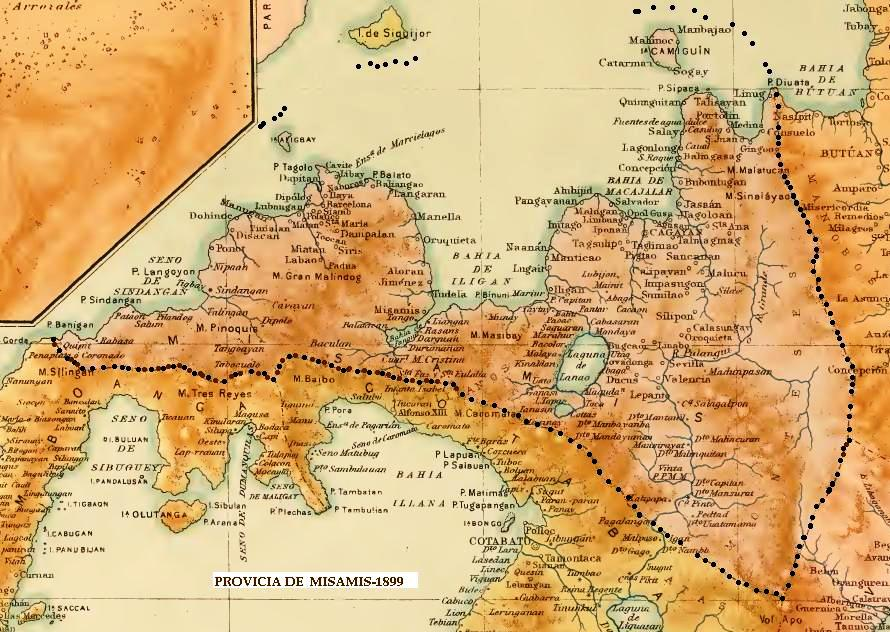
El distrito 2.º de Misamis en 1899

El 15 de junio de 1877 Datu Mampaalong, al igual que otros 30 datus, acepta el dominio español, abrando la religión católica. Este acto supuso la pacificación del territorio. En ese día, los españoles fundan Oroquieta del Interior cuyo territorio cubre el área de lo que hoy es la provincia de Bukidnon, su capital fue Malaybalay.
A principios del siglo XX la isla de Mindanao se hallaba dividida en siete distritos o provincias, uno de los cuales era el distrito 2.º de Misamis, su capital era la villa de Cagayán de Misamis y del mismo dependía la comandancia de Dapitan.

### Ocupación estadounidense

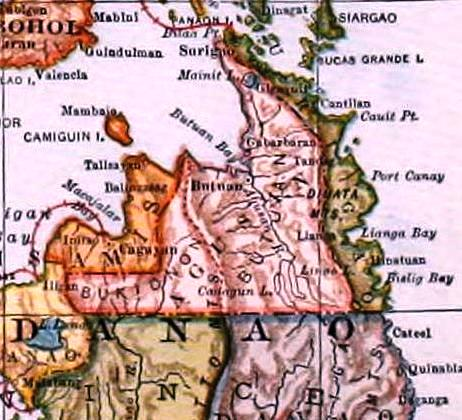
Agusan en 1921.

Una vez pacificado el territorio, el gobierno civil de la  provincia de Misamis fue establecido el 15 de mayo de 1901 incluyendo la subprovincia de Bukidnon. Malaybalay era entonces uno de sus distritos municipales.
En 1907  se crea la provincia de Agusan incluyendo a Bukidnon en su territorio siendo su capital Malaybalay.
El 19 de octubre de 1907 se estableció oficialmente como municipio.
Oroquieta del Interior, tal como entonces se denominaba,  fue uno de los 4 municipios de esta provincia, tal como figura en la División Administrativa de Filipinas de 1916 y también en el plano del censo de 1918.

### Independencia
La Carta de ciudad le fue concedida el 11 de febrero de 1998 por virtud de la Ley de la República 8490.